# 柳河镇 (宁陵县)
柳河镇，是中华人民共和国河南省商丘市宁陵县下辖的一个乡镇级行政单位。

## 行政区划
柳河镇下辖以下地区：
张庄村、后赵村、翟庙村、北陈村、堤湾村、宋庄村、杨楼村、邵庄村、苗庄村、焦庄村、五卜村、梁庄村、孟李村、桃园关村、张堂村、袁庄村、李楼村、天齐庙村、程楼村、二卜村、柳河集村、胡庄村、时洼村、赵尔庄村、火食店村、周庄村和吕河村。